# IV Governo Constitucional de Timor-Leste
O IV Governo Constitucional foi o quarto governo de Timor-Leste desde a declaração da independência do país em 2002. O Primeiro-ministro, Xanana Gusmão, governou com sua "Aliança da Maioria Parlamentar (AMP)" desde 8 de agosto de 2007 até 8 de agosto de 2012.

## Membros do Governo
| Ministério                                                              | Incumbente                                    |
| ----------------------------------------------------------------------- | --------------------------------------------- |
| Primeiro-ministro                                                       | Xanana Gusmão (CNRT)                          |
| Ministro dos Recursos Naturais, Minerais e Energia                      | Xanana Gusmão (CNRT)                          |
| Ministro da Defesa e Segurança                                          | Xanana Gusmão (CNRT)                          |
| Vice-Primeiro-ministro                                                  | José Luís Guterres (FRENTI-Mudança)           |
| Ministra da Justiça                                                     | Lúcia Lobato (PSD)                            |
| Ministro da Saúde                                                       | Nélson Martins (independente)                 |
| Ministro da Educação e Cultura                                          | João Câncio Freitas (independente)            |
| Ministro da Agricultura, Florestas e Pescas                             | Mariano Assanami Sabino Lopes (PD)            |
| Ministro da Infraestrutura                                              | Pedro Lay (independente)                      |
| Ministra do Planeamento e Finanças                                      | Emília Pires (independente)                   |
| Ministro da Administração Estatal                                       | Arcângelo Leite (PD)                          |
| Ministro dos Negócios Estrangeiros                                      | Zacarias Albano da Costa (PSD)                |
| Ministro da Economia e Desenvolvimento                                  | João Mendes Gonçalves (PSD)                   |
| Ministra da Solidariedade Social                                        | Maria Domingas Fernandes Alves (independente) |
| Ministro do Turismo, Comércio e Indústria                               | Gil da Costa Alves (ASDT)                     |
| Vice-ministério                                                         | Imcumbente                                    |
| Vice-Ministra da Saúde                                                  | Maria Madalena Fernandes Hanjam Costa Soares  |
| Vice-Ministro da Educação                                               | Paulo Assis Belo (PD)                         |
| Vice-Ministro da Economia e Desenvolvimento (desde 18 de março de 2009) | Cristiano da Costa (UNDERTIM)                 |
| Vice-Ministro das Finanças                                              | Rui Manuel Hanjam (PD)                        |
| Vice-Ministro das Infraestruturas (desde 2009)                          | José Manuel Castela Viegas Carrascalão (ASDT) |
| Vice-Ministro das Relações Exteriores (desde 25 de outubro de 2010)     | Alberto Xavier Pereira Carlos                 |
| Secretária de Estado                                                    | Incumbente                                    |
| Secretário de Estado do Conselho de Ministros e porta-voz do governo    | Hermenegildo Pereira (CNRT)                   |
| Secretário de Estado da Defesa                                          | Júlio Tomás Pinto (CNRT)                      |
| Secretário de Estado dos Recursos Naturais                              | Alfredo Pires (CNRT)                          |
| Secretário de Estado da Juventude e Desportos                           | Miguel Marques Gonçalves Manetelu             |
| Secretária de Estado para a Igualdade de Género                         | Idelta Maria Rodrigues (CNRT)                 |
| Secretário de Estado do Meio Ambiente                                   | Abílo de Deus de Jesus Lima (ASDT)            |
| Secretário de Estado da Assistência Social e Desastres Naturais         | Jacinto Rigoberto Gomes de Deus (CNRT)        |
| Secretário de Estado das Pescas                                         | Eduardo de Carvalho (PD)                      |
| Secretário de Estado da Pecuária                                        | Valentino Varela (CNRT)                       |
| Secretário de Estado do Desenvolvimento Rural                           | Papito Monteiro (PSD)                         |
| Secretário de Estado do Desenvolvimento Rural                           | Mário Nicolau dos Reis (PD)                   |
| Secretário de Estado das Obras Públicas                                 | Domingos dos Santos Caeiro (PD)               |
| Secretário de Estado da Cultura                                         | Virgílio Simith (CNRT)                        |
| Secretário de Estado da Segurança                                       | Francisco da Costa Guterres (independente)    |
| Secretário de Estado da Segurança Social                                | Vítor da Costa (CNRT)                         |
| Secretário de Estado da Reforma Administrativa                          | Florindo Pereira (PD)                         |
| Secretário de Estado para o Desenvolvimento Profissional                | Bendito dos Santos Freitas (CNRT)             |
| Secretário de Estado da Região Autónoma de Oécussi                      | Jorge da Conceição Teme (FRENTI-Mudança)      |
| Secretário de Estado da Electricidade, Água e Urbanização               | Januário da Costa Pereira (CNRT)              |
| Secretário de Estado da Agricultura e Florestas                         | Marcos da Cruz (PD)                           |
| Secretário de Estado da Política Energética                             | Avelino Maria Coelho da Silva                 |